# 薩克森的索菲公主
薩克森的索菲（德語：Sophie von Sachsen，1845年3月15日—1867年3月9日），薩克森國王約翰的幼女。

## 家庭
1865年，索菲與巴伐利亞的卡爾·特奧多爾結婚，兩人的獨女阿瑪莉埃於同年出生。